# 土登释迦
土登释迦（藏語：ཐུབ་བསྟན་ཤཱཀྱ་，威利转写：thub bstan shAkya，1886年—1950年）藏族，籍贯不详，西藏噶厦官员。

## 生平
土登释迦是伦钦锵清巴的一位侄子。1909年3月，他作为一名孜仲，赴中原拜访十三世达赖。1913年至1915年间，他在伦钦的机构中任职，并且陪同夏扎·班觉多吉赴西姆拉。在回西藏时，他被任命为孜仲。1920年至1926年之间，他多次被文献提到，大部分同节庆和典礼有关。1934年，他被任命为噶倫赤巴。1939年退休。1950年逝世。